# James H. Lane (general)
James Henry Lane, född 28 juli 1833 i Mathews County, Virginia, död 21 september 1907 i Auburn, Alabama, var en amerikansk professor och brigadgeneral i Amerikas konfedererade staters armé under amerikanska inbördeskriget.
Lane utexaminerades 1854 från Virginia Military Institute. Han studerade sedan vidare vid University of Virginia och undervisade därefter i matematik vid Virginia Military Institute.
Lane deltog i inbördeskriget i CSA:s armé. Han befordrades 1861 till överste och 1862 till brigadgeneral. Han sårades 1864 i slaget vid Cold Harbor.
Virginia Agricultural and Mechanical College (numera Virginia Polytechnic Institute and State University, Virginia Tech) grundades 1872. Lane anställdes där som professor i byggteknik och handel.
Lane blev 1881 professor i byggteknik vid Agricultural and Mechanical College of Alabama, en högskola som 1899 kom att heta Alabama Polytechnic Institute (numera Auburn University).
Lane Hall, den äldsta av Virginia Techs byggnader, har fått sitt namn efter James H. Lane. Det samma gäller även Lane Stadium i Blacksburg, Virginia Tech Hokies hemmaarena.